# John Flowers (basket-ball)
Pour les articles homonymes, voir John Flowers et Flowers.
John Flowers, né le 13 juin 1989, à Waldorf, dans le Maryland, est un joueur américain de basket-ball. Il évolue au poste d'ailier.

## Clubs Successifs
- 2011-2012 :  Saitama Broncos (Bj League)
- 2012-2013 :   AS Denain Voltaire (Pro B)
- 2013-2015 :   JL Bourg-en-Bresse (Pro B puis Pro A)
- 2015-2016 :  BBC Bayreuth (BBL)
- 2016-2017 :  Bambitious Nara (B. League)
- 2017 :  Cocodrilos de Caracas (LPB)
- 2018 :  Champagne Châlons Reims Basket (Pro A)
- 2018-2019 :  La Unión de Formosa (LNB)
- 2019-2020 :  Soles de Mexicali (LNBP)
- 2020-2021 :  Boulazac Basket Dordogne (Jeep Élite)
- Depuis 2021 :  Club Atlético Peñarol (D1)

## Palmarès
- Vainqueur des Playoffs de Pro B avec la JL Bourg en 2014